# Woman (Anouk)
Woman is de tweede officiële single van Anouks zesde studioalbum For Bitter or Worse. Het nummer werd op 27 oktober 2009 uitgebracht, als opvolger van Three Days in a Row.
Woman is door Radio 538 in week 43 uitgeroepen tot Alarmschijf.

## Hitnoteringen

### Nederlandse Top 40
| Hitnotering: 07-11-2009 t/m 13-03-2010 | Hitnotering: 07-11-2009 t/m 13-03-2010 | Hitnotering: 07-11-2009 t/m 13-03-2010 | Hitnotering: 07-11-2009 t/m 13-03-2010 | Hitnotering: 07-11-2009 t/m 13-03-2010 | Hitnotering: 07-11-2009 t/m 13-03-2010 | Hitnotering: 07-11-2009 t/m 13-03-2010 | Hitnotering: 07-11-2009 t/m 13-03-2010 | Hitnotering: 07-11-2009 t/m 13-03-2010 | Hitnotering: 07-11-2009 t/m 13-03-2010 | Hitnotering: 07-11-2009 t/m 13-03-2010 | Hitnotering: 07-11-2009 t/m 13-03-2010 | Hitnotering: 07-11-2009 t/m 13-03-2010 | Hitnotering: 07-11-2009 t/m 13-03-2010 | Hitnotering: 07-11-2009 t/m 13-03-2010 | Hitnotering: 07-11-2009 t/m 13-03-2010 | Hitnotering: 07-11-2009 t/m 13-03-2010 | Hitnotering: 07-11-2009 t/m 13-03-2010 | Hitnotering: 07-11-2009 t/m 13-03-2010 | Hitnotering: 07-11-2009 t/m 13-03-2010 | Hitnotering: 07-11-2009 t/m 13-03-2010 |
| Week:                                  | 1                                      | 2                                      | 3                                      | 4                                      | 5                                      | 6                                      | 7                                      | 8                                      | 9                                      | 10                                     | 11                                     | 12                                     | 13                                     | 14                                     | 15                                     | 16                                     | 17                                     | 18                                     | 19                                     |                                        |
| -------------------------------------- | -------------------------------------- | -------------------------------------- | -------------------------------------- | -------------------------------------- | -------------------------------------- | -------------------------------------- | -------------------------------------- | -------------------------------------- | -------------------------------------- | -------------------------------------- | -------------------------------------- | -------------------------------------- | -------------------------------------- | -------------------------------------- | -------------------------------------- | -------------------------------------- | -------------------------------------- | -------------------------------------- | -------------------------------------- | -------------------------------------- |
| Positie:                               | 37                                     | 25                                     | 12                                     | 9                                      | 4                                      | 3                                      | 5                                      | 5                                      | 6                                      | 6                                      | 6                                      | 6                                      | 5                                      | 10                                     | 12                                     | 13                                     | 16                                     | 16                                     | 30                                     | uit                                    |

### NederlandseSingle Top 100
| Hitnotering: 14-11-2009 t/m 06-03-2010 | Hitnotering: 14-11-2009 t/m 06-03-2010 | Hitnotering: 14-11-2009 t/m 06-03-2010 | Hitnotering: 14-11-2009 t/m 06-03-2010 | Hitnotering: 14-11-2009 t/m 06-03-2010 | Hitnotering: 14-11-2009 t/m 06-03-2010 | Hitnotering: 14-11-2009 t/m 06-03-2010 | Hitnotering: 14-11-2009 t/m 06-03-2010 | Hitnotering: 14-11-2009 t/m 06-03-2010 | Hitnotering: 14-11-2009 t/m 06-03-2010 | Hitnotering: 14-11-2009 t/m 06-03-2010 | Hitnotering: 14-11-2009 t/m 06-03-2010 | Hitnotering: 14-11-2009 t/m 06-03-2010 | Hitnotering: 14-11-2009 t/m 06-03-2010 | Hitnotering: 14-11-2009 t/m 06-03-2010 | Hitnotering: 14-11-2009 t/m 06-03-2010 | Hitnotering: 14-11-2009 t/m 06-03-2010 | Hitnotering: 14-11-2009 t/m 06-03-2010 | Hitnotering: 14-11-2009 t/m 06-03-2010 |
| Week:                                  | 1                                      | 2                                      | 3                                      | 4                                      | 5                                      | 6                                      | 7                                      | 8                                      | 9                                      | 10                                     | 11                                     | 12                                     | 13                                     | 14                                     | 15                                     | 16                                     | 17                                     |                                        |
| -------------------------------------- | -------------------------------------- | -------------------------------------- | -------------------------------------- | -------------------------------------- | -------------------------------------- | -------------------------------------- | -------------------------------------- | -------------------------------------- | -------------------------------------- | -------------------------------------- | -------------------------------------- | -------------------------------------- | -------------------------------------- | -------------------------------------- | -------------------------------------- | -------------------------------------- | -------------------------------------- | -------------------------------------- |
| Positie:                               | 42                                     | 28                                     | 16                                     | 21                                     | 23                                     | 19                                     | 17                                     | 25                                     | 17                                     | 29                                     | 22                                     | 20                                     | 40                                     | 40                                     | 47                                     | 47                                     | 63                                     | uit                                    |

### VlaamseUltratop 50
| Hitnotering: 16-01-2010 t/m 13-02-2010 | Hitnotering: 16-01-2010 t/m 13-02-2010 | Hitnotering: 16-01-2010 t/m 13-02-2010 | Hitnotering: 16-01-2010 t/m 13-02-2010 | Hitnotering: 16-01-2010 t/m 13-02-2010 | Hitnotering: 16-01-2010 t/m 13-02-2010 | Hitnotering: 16-01-2010 t/m 13-02-2010 |
| Week:                                  | 1                                      | 2                                      | 3                                      | 4                                      | 5                                      |                                        |
| -------------------------------------- | -------------------------------------- | -------------------------------------- | -------------------------------------- | -------------------------------------- | -------------------------------------- | -------------------------------------- |
| Positie:                               | 41                                     | 32                                     | 34                                     | 44                                     | 46                                     | uit                                    |

### VlaamseRadio 2 Top 30
| Hitnotering: 19-12-2009 t/m 27-03-2010 | Hitnotering: 19-12-2009 t/m 27-03-2010 | Hitnotering: 19-12-2009 t/m 27-03-2010 | Hitnotering: 19-12-2009 t/m 27-03-2010 | Hitnotering: 19-12-2009 t/m 27-03-2010 | Hitnotering: 19-12-2009 t/m 27-03-2010 | Hitnotering: 19-12-2009 t/m 27-03-2010 | Hitnotering: 19-12-2009 t/m 27-03-2010 | Hitnotering: 19-12-2009 t/m 27-03-2010 | Hitnotering: 19-12-2009 t/m 27-03-2010 | Hitnotering: 19-12-2009 t/m 27-03-2010 | Hitnotering: 19-12-2009 t/m 27-03-2010 | Hitnotering: 19-12-2009 t/m 27-03-2010 | Hitnotering: 19-12-2009 t/m 27-03-2010 | Hitnotering: 19-12-2009 t/m 27-03-2010 | Hitnotering: 19-12-2009 t/m 27-03-2010 | Hitnotering: 19-12-2009 t/m 27-03-2010 |
| Week:                                  | 1                                      | 2                                      | 3                                      | 4                                      | 5                                      | 6                                      | 7                                      | 8                                      | 9                                      | 10                                     | 11                                     | 12                                     | 13                                     | 14                                     | 15                                     |                                        |
| -------------------------------------- | -------------------------------------- | -------------------------------------- | -------------------------------------- | -------------------------------------- | -------------------------------------- | -------------------------------------- | -------------------------------------- | -------------------------------------- | -------------------------------------- | -------------------------------------- | -------------------------------------- | -------------------------------------- | -------------------------------------- | -------------------------------------- | -------------------------------------- | -------------------------------------- |
| Positie:                               | 29                                     | 25                                     | 26                                     | 25                                     | 24                                     | 21                                     | 18                                     | 16                                     | 14                                     | 13                                     | 12                                     | 14                                     | 19                                     | 24                                     | 27                                     | uit                                    |

### NPO Radio 2 Top 2000
| Nummer met noteringen in de NPO Radio 2 Top 2000 | '10 | '11  | '12  | '13  | '14  |
| ------------------------------------------------ | --- | ---- | ---- | ---- | ---- |
| Woman                                            | 656 | 1220 | 1145 | 1485 | 1556 |

1. ↑  Een vetgedrukt getal geeft de hoogste notering aan.
2. ↑  2010 was het eerste jaar met een notering voor dit nummer.
3. ↑  Deze tabel is bijgewerkt tot en met de laatste editie (2024).